# Helio Courier
El Helio Courier es un avión utilitario C/STOL estadounidense diseñado en 1949.
Se fabricaron alrededor de 500 de estos aviones en Pittsburg (Kansas), de 1954 a 1974, por la Helio Aircraft Company. El diseño presentaba cuatro slats de borde de ataque que se desplegaban automáticamente, y grandes flaps de borde de fuga. El motor era el Lycoming GO-480 de 295 hp, que tenía una caja reductora que reducía las RPM de salida y permitía el uso de una gran hélice tripala que mejoraba las prestaciones al despegue. Los Courier fueron famosos por sus despegues, que a menudo les tomaban unas pocas longitudes del avión y luego trepaban en ángulos muy elevados. Sin embargo, el motor requería mantenimiento constante y fue un gran inconveniente del diseño.
A principios de los años 80, los nuevos propietarios (Helio Aircraft Ltd.) intentaron construir un nuevo avión con motores Lycoming de transmisión directa, para reemplazar los problemáticos y caros motores con caja reductora. En un esfuerzo por reducir el peso, se presentó un nuevo tren de aterrizaje de materiales compuestos. Se produjeron dos modelos, el H-800 y el H-700. Se construyeron un total de 18 aviones. Los derechos del Helio Stallion y del Helio Courier fueron adquiridos por Helio Aircraft de Prescott (Arizona), que pretendía volver a producirlo.

## Diseño y desarrollo

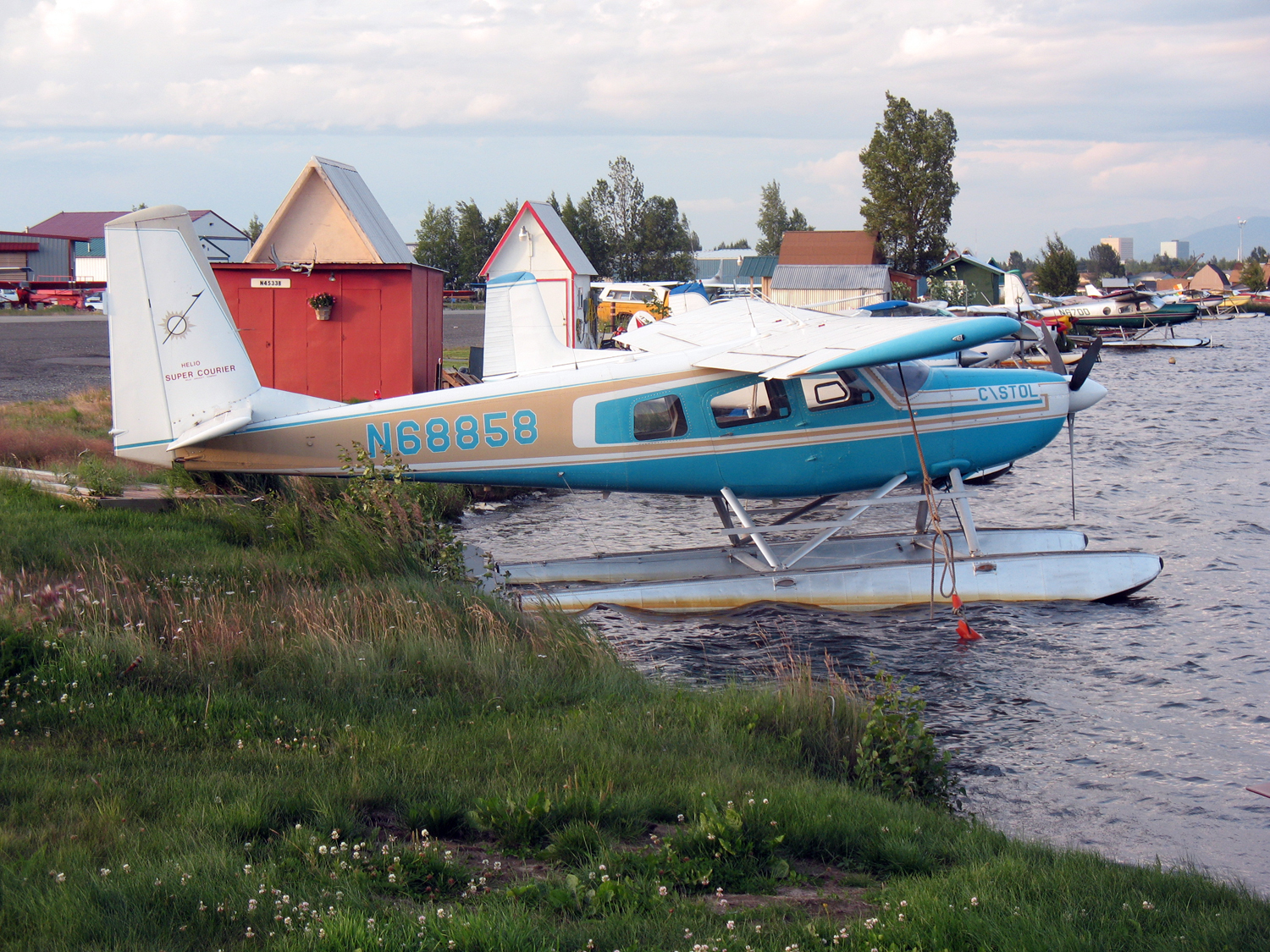
Helio Courier H-295 sobre flotadores, Base de Hidroaviones del Lago Hood, Anchorage, Alaska.

El Profesor Otto C. Koppen diseñó aviones para la Stout Metal Airplane Division de la Ford Motor Company, incluyendo el Ford Flivver, un avión que se suponía que iba a ser producido en masa por Ford. Koppen pasó a diseñar el Helio Courier.
El demostrador del concepto del Courier, el "Helioplane #1", fue convertido por la entonces empresa local Wiggins Airways desde un Piper PA-17 Vagabond Trainer, uno de los apodados "Piper de alas cortas" en producción después de la Segunda Guerra Mundial. Solo el área de cabina de la estructura del PA-17 quedó sin modificar, con el fuselaje alargado 1,2 m, se le instaló una unidad de aleta-timón más alta, se recortó la envergadura del Vagabond de serie de 8,92 m a solo 8,7 m, se equipó a las recortadas alas con slats de borde de ataque de envergadura total y flaps alares de gran envergadura que forzaron que los alerones disminuyeran mucho su envergadura (ocupando solamente los dos huecos intercostales más externos por dentro de la punta alar), y un tren de aterrizaje principal de más largo recorrido de diseño más alto, no muy diferente al del avión militar alemán pionero STOL Fieseler Fi 156 originario de los años 30. La planta motriz del demostrador fue cambiada por el motor bóxer Continental C85 de cuatro cilindros refrigerado por aire, actualizado con inyección de combustible, y equipado únicamente con una unidad reductora de velocidad de correa múltiple para mover su hélice Aeroproducts bipala de paso variable y 2,75 m de diámetro, que contribuyó en gran medida a las fabulosas características de vuelo STOL del avión demostrador. El primer vuelo del mismo tuvo lugar el 8 de abril de 1949, volando desde el que más tarde se llamaría el Boston Metropolitan Airport.
Para la construcción de los aviones Courier de producción, su estructura revestida de aluminio presenta un fuselaje de sección central de tubos de acero 15G soldados, con arneses de hombro que protegen a los ocupantes en una emergencia. Las alas son de construcción convencional de aluminio, pero presentan slats Handley Page de borde de ataque que se despliegan automáticamente cuando la velocidad del avión cae por debajo de cierto valor (89 a 97 km/h). Los slats contribuyen a las excepcionales capacidades de despegue y aterrizaje cortos (STOL) del Helio, y permite un vuelo controlable a prueba de pérdida/barrena. En conjunción con los slats de borde de ataque, el 74 % del borde de fuga incorpora flaps ranurados de alta sustentación, que junto con palas interruptoras en la parte superior de cada ala cuando se pierde el control de alabeo a muy baja velocidad, permiten un radio de giro cerrado. El Helio Courier podía mantener el control a velocidades tan bajas como 43 km/h.
El diseño del Helio presenta una gran superficie vertical de cola y timón para mantener el control a velocidades muy bajas. Sin embargo, en los aviones de tren de aterrizaje convencional, la aeronave tiende a ser sensible al viento cruzado, aunque está disponible un dispositivo de viento cruzado que permite girar las ruedas principales 20 grados a izquierda o derecha, aumentando el componente de viento cruzado a 40 km/h. El Helio tiene el emplazamiento de su tren principal bien adelante de la cabina, permitiendo frenadas bruscas en áreas de aterrizaje no preparadas. Se produjo un modelo de tren triciclo, pero era inadecuado para terreno no preparado.
Los Helio también pueden ser equipados con flotadores; ofertándose tanto flotadores normales como anfibios.

## Historia operacional

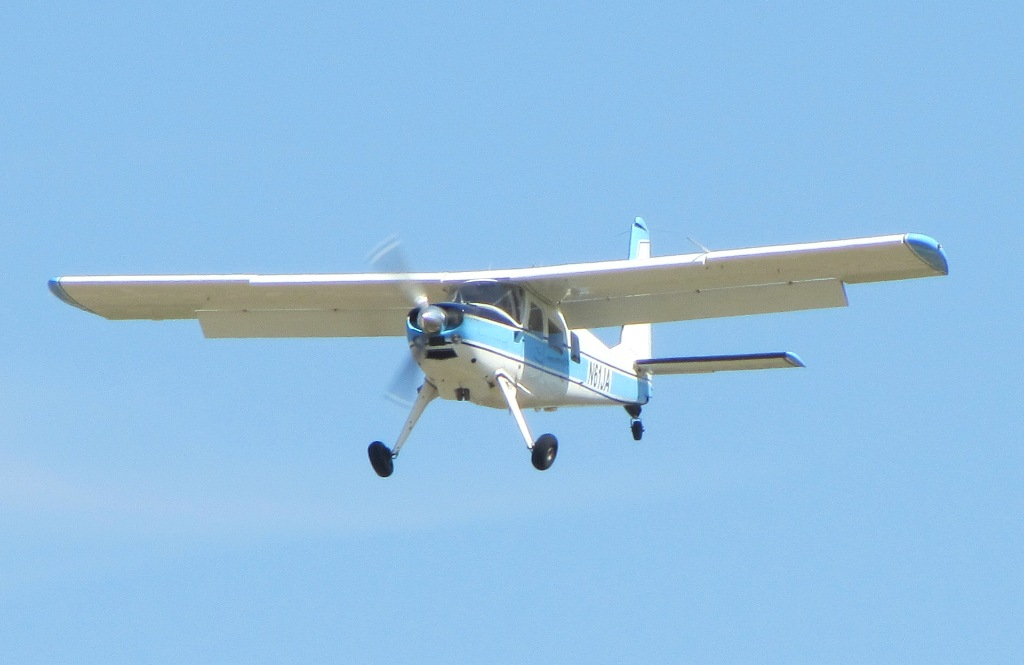
Vuelo lento del Helio Courier.

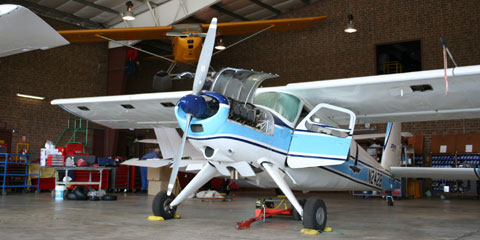
Helio Courier en un hangar en el JAARS.

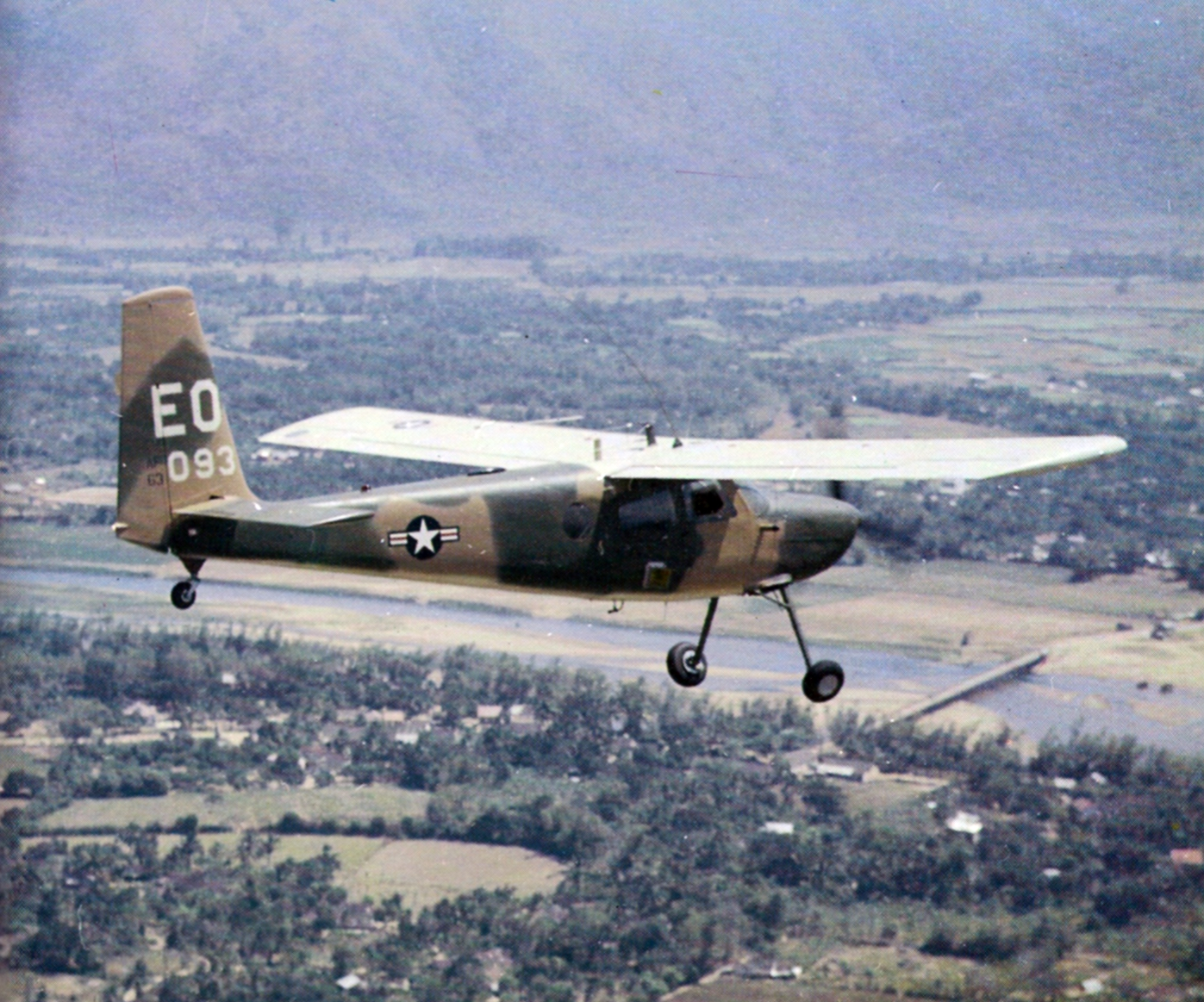
Un U-10B de la USAF del 5th Special Operations Squadron en Vietnam, 1969.

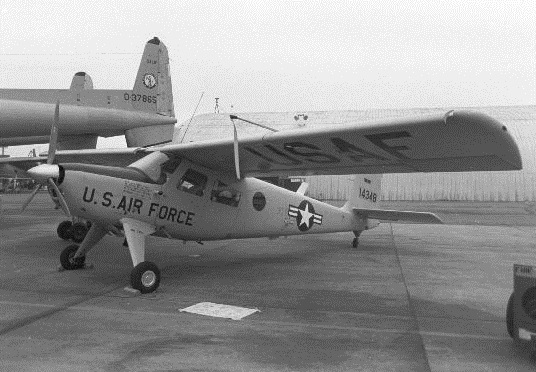
Un U-10D con un C-119.

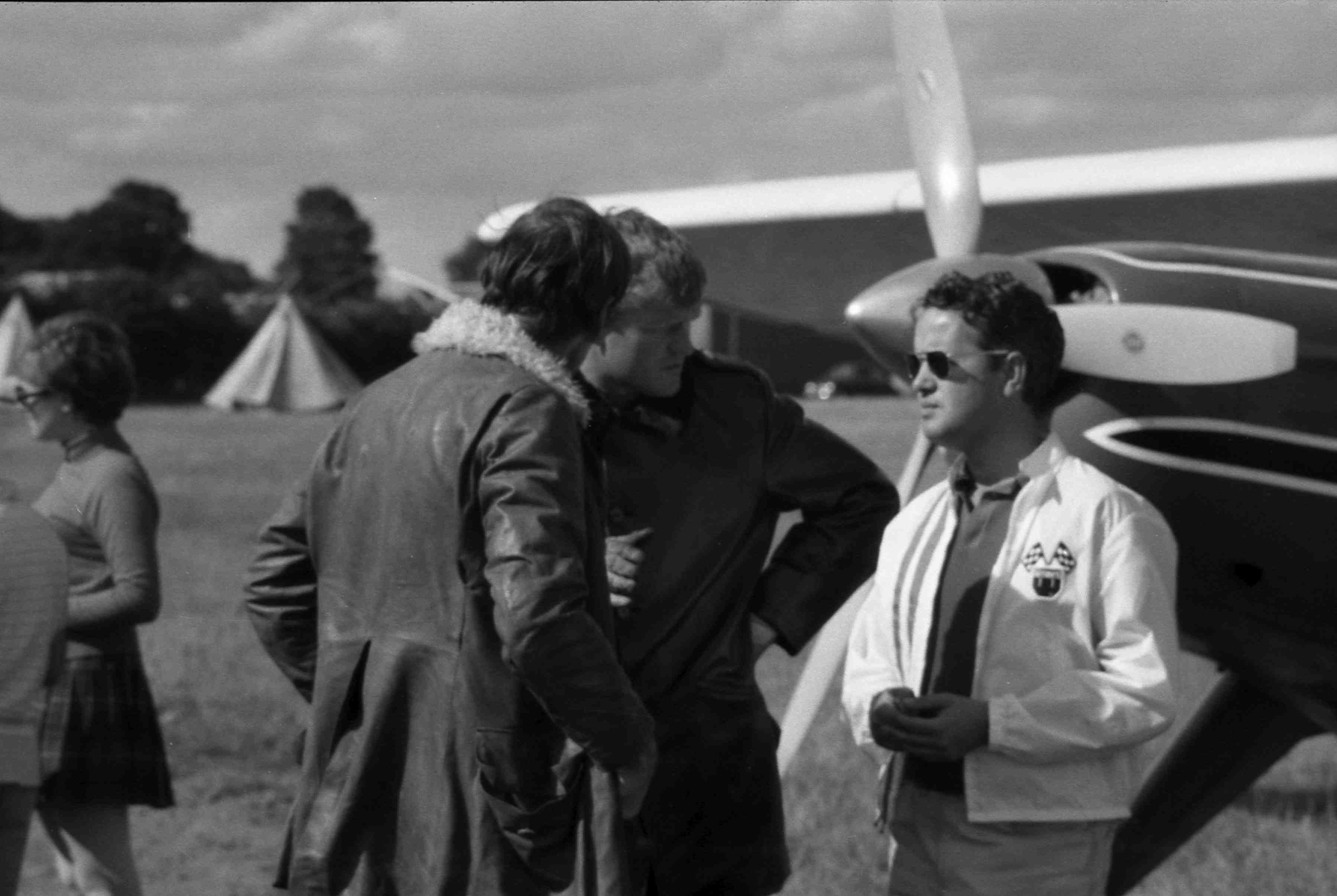
Richard Bach, autor de Juan Salvador Gaviota, y Lynn Garrison con el Helio Courier G-ARMU usado en Von Richthofen and Brown, 1970.

Con una velocidad mínima de control de alrededor de 44 km/h, el Courier es perfectamente adecuado para realizar operaciones reducidas fuera de aeropuerto. El primero fue certificado en julio de 1954 y estaba propulsado por el Lycoming GO-435-C2B2 de 260 hp. El primer Courier de producción (Serial Number 001, apodado "Ol' Number 1", C-G001) perteneció y fue operado por JAARS como N242B hasta 2010. El Helio Courier de JAARS ha sido un actor de airshow frecuente en el EAA AirVenture Oshkosh durante décadas, mostrando su capacidad de vuelo lento enfrente de miles de personas y sirviendo como avión lanzador del Liberty Parachute Team.
En 1957, un "Strato Courier" estableció un récord de altitud sobre la Ciudad de México en 9 509,76 m (31 200 pies) para un Lycoming GSO-480-A1A5 de caja reductora y 340 hp; solo se construyó un aparato. El Super Courier, un derivado más potente, fue usado por la Fuerza Aérea de los Estados Unidos de 1958 en adelante, por las Fuerzas Especiales del Ejército de los Estados Unidos en los años 60 y 70, y por Air America durante la Guerra de Vietnam, como U-10. En servicio con el Ejército y Fuerza Aérea estadounidenses, el U-10 Super Courier fue usado en tareas de enlace, lanzamientos de carga ligera y suministros, guerra psicológica, control aéreo avanzado (Fuerza Aérea), inserción y extracción por tierra y por mar (Ejército), y reconocimiento. Se produjeron varias versiones hasta los años 80, incluyendo variantes turbohélice.
El Super Courier entró en servicio en los Estados Unidos como U-10 (ex L-28). Se construyeron más de 120: el L-28A (2, más tarde redesignados U-10A), U-10A (26), U-10B de alcance extendido y puertas para paracaidistas (57), y el U-10D con mayor peso cargado (36). No hubo U-10C.
Los Helio aún son muy populares entre los pilotos salvajes en Canadá (32 actualmente) y Alaska, y misioneros que vuelan en pistas selváticas relativamente no preparadas gracias a sus habilidades STOL. Algunos operadores usan Helio Courier en la observación aérea. Tanto Winged Vision Inc. de Gaithersburg (Maryland), como el Departamentro del Sheriff del Condado de Pima, Arizona, operan dos de los raros modelos triciclo y montan cámaras giroestabilizadas bajo el ala para la observación aérea. El Condado de Pima monta una cámara FLIR de aplicación legal, y Winged Vision monta una cámara de televisión de alta definición para cubrir eventos deportivos destacados.

## Variantes
Koppen-Bollinger Helioplane
Prototipo original prontamente renombrado Helio Courier.
Helioplane Four
Posible variante desconocida.
Helioplane Two
Posible variante desconocida.
Hi-Vision Courier
Posible variante desconocida.
H-291
Prototipo, uno construido.
H-295 Super Courier
Variante con un Lycoming GO-480-G1D6, comprada por la USAF como U-10D, 173 construidos.
HT-295 Super Courier o Trigear Courier
H-295 con tren triciclo, 19 construidos.
H-250 Courier
H-295 con fuselaje alargado y motor Lycoming O-540-A1A5, 41 construidos.
H-391 Courier
Prototipo con motor Lycoming GO-435-C2, uno construido.
H-391B Courier
Versión de producción del H-391, 102 construidos.
H-392 Strato Courier
Versión de gran altitud del H-391 con motor Lycoming GSO-480-A1A5 de 340 hp.
H-395 Super Courier
H-391B con Lycoming GO-480-G1D6, comprado por la USAF como U-10A y U-10B, 138 construidos.
H-395A Courier
Variante del H-395 con motor Lycoming GO-435-C2B6, siete construidos.
H-500 Twin Courier
H-395 bimotor para la CIA. Muy poca información disponible, excepto siete entregados a la CIA bajo la designación tapadera U-5.
Helio H-550 Stallion
Desarrollo de propulsión turbohélice.
H-580 Twin Courier
Un H-500 con morro más largo con motores gemelos montados en las alas, cinco construidos.
H-634 Twin Stallion
Planeado Stallion propulsado por dos Allison C250.
H-700 Courier
H-295 con ala y tren rediseñados, y motor Lycoming TIO-540-J2B.
H-800 Courier
H-700 con motor Lycoming IO-720-A1B, 18 construidos (H-700 y H-800 juntos).
L-24 Courier
Versión militar del H-391 Courier.
L-28 Courier
Versión militar del H-395 Courier.
U-5 Twin Courier
Probable designación tapadera de los Twin Courier de la CIA.
U-10 Courier
Redesignación del L-28 Courier.
U-24 Stallion
Designación militar del H-550 Stallion.

## Operadores

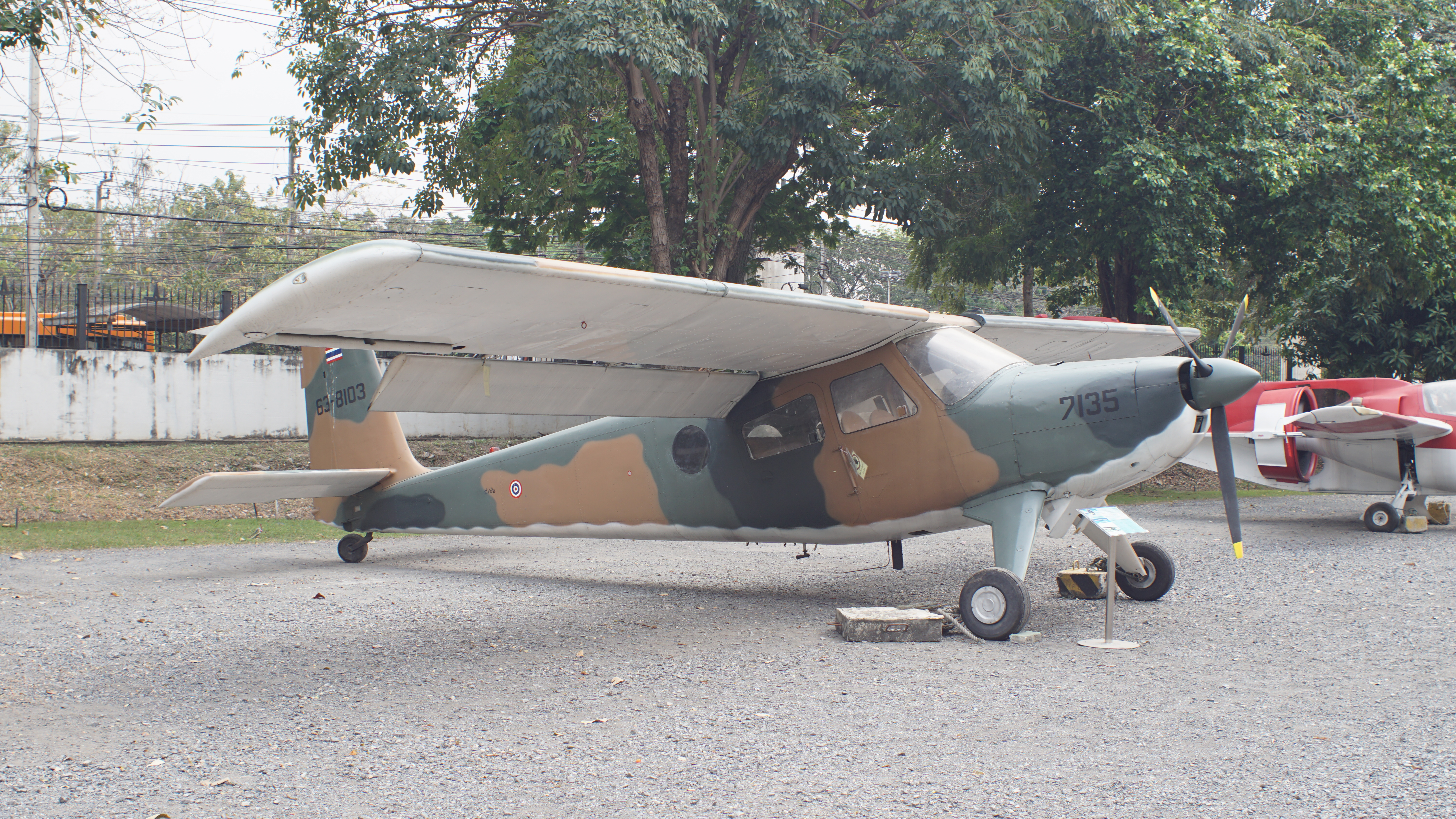
Helio U-10B de la Real Fuerza Aérea Tailandesa

### Militares
Bofutatsuana
- Fuerza Aérea de Bofutatsuana: 2 ejemplares operados desde 1982.[13]

 Estados Unidos
- Patrulla Aérea Civil
- Fuerza Aérea de los Estados Unidos
  - 4410th Combat Crew Training Squadron
- Ejército de los Estados Unidos

 Italia
- Aeronautica Militare: operó un avión Helio Courier de 1961 a 1982[14]

 Perú
 Tailandia
- Real Fuerza Aérea Tailandesa

### Civiles
- Air America
- JAARS
- North-Wright Airways

## Aviones en exhibición
Estados Unidos

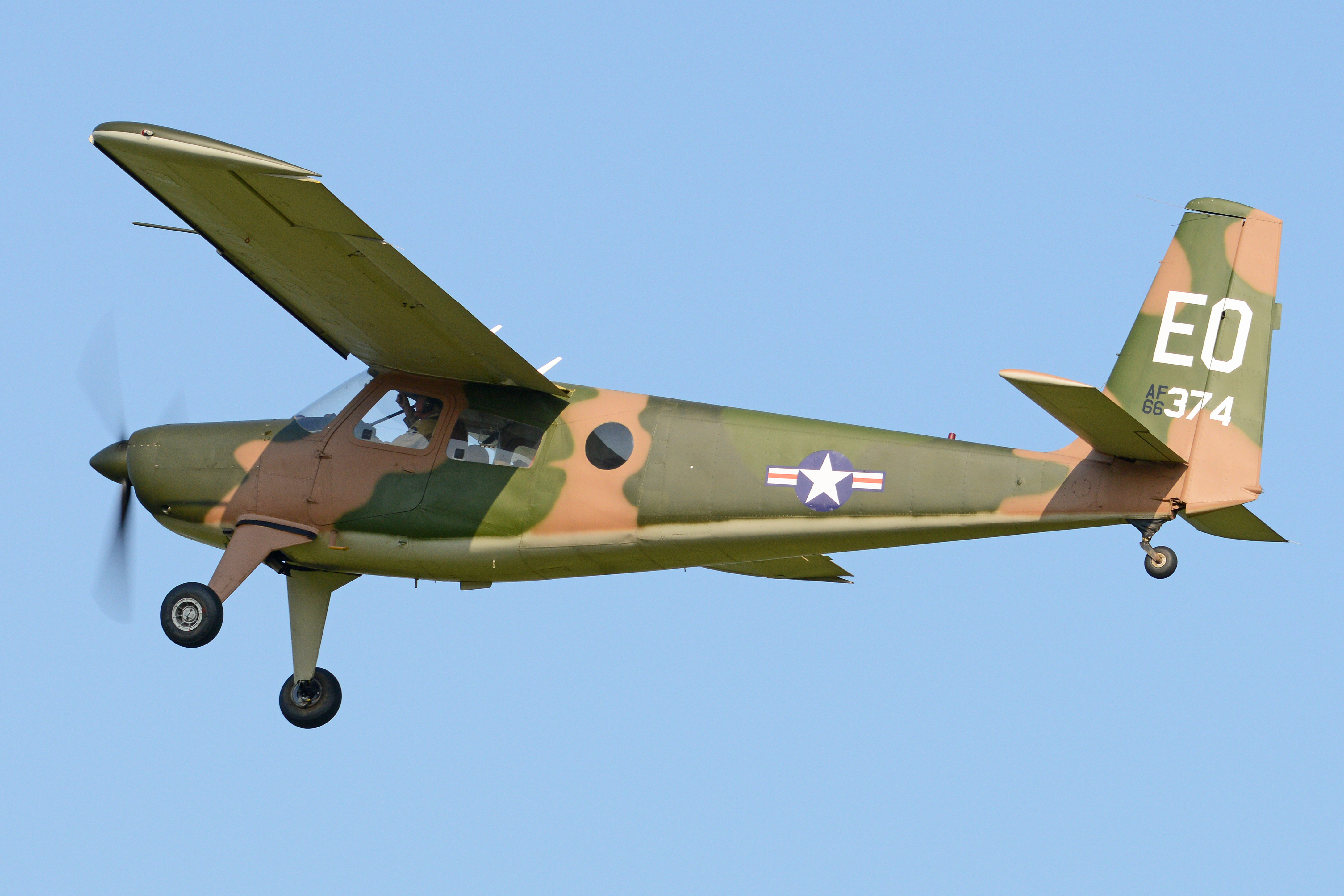
Helio Courier volando en el Reino Unido en 2016.

- El demostrador original "Helioplane No.1" está en posesión de la Paul Garber Facility del Smithsonian NASM en Suitland, Maryland.[4]
- 62-3606: U-10A en exhibición estática en el Memorial Air Park en Hurlburt Field en Mary Esther (Florida).[15][16]
- 63-13096: U-10B en exhibición estática en el Museum of Aviation (Warner Robins) en la Base de la Fuerza Aérea Robins en Warner Robins, Georgia.[17]
- 66-14360: U-10D en exhibición estática en el Museo Nacional de la Fuerza Aérea de Estados Unidos en la Base de la Fuerza Aérea Wright-Patterson en Dayton (Ohio).[18]

Tailandia
- 7135: Type 1 en exhibición en el Royal Thai Air Force Museum en Bangkok. Tiene el número de serie de la USAF 66-14332.[19][20]

## Especificaciones (U-10D Super Courier)
Referencia datos: Helioaircraft

### Características generales
- Tripulación: Uno (piloto)
- Capacidad: Cinco pasajeros
- Longitud: 9,4 m (30,7 ft)
- Envergadura: 11,9 m (39 ft)
- Altura: 2,7 m (8,8 ft)
- Peso cargado: 1636 kg (3605,7 lb)
- Peso útil: 600 kg (1322,4 lb)
- Planta motriz: 1× motor bóxer de seis cilindros con caja reductora refrigerado por aire Lycoming GO-480-G1D6.
  - Potencia: 220 kW (303 HP; 299 CV)

### Rendimiento
- Velocidad máxima operativa (Vno): 288 km/h (179 MPH; 156 kt)
- Alcance: 1760 km (950 nmi; 1094 mi) con 454,25 l
- Techo de vuelo: 6250 m (20 505 ft)
- Régimen de ascenso: 6,1 m/s (1201 ft/min)

## Aeronaves relacionadas

### Desarrollos relacionados
- Helio Rat'ler
- Helio Twin Courier

### Aeronaves similares
- Dornier Do 27
- Fieseler Fi 156
- De Havilland Canada DHC-2 Beaver
- Murphy Moose
- Cessna 180
- Cessna 185
- Maule M-5
- Max Holste Broussard
- Scottish Aviation Pioneer
- Pilatus PC-6 Porter

### Secuencias de designación
- Secuencia L-_ (Aviones de Enlace de las USAAF/USAF, 1942-1962): ← L-21 - L-22 - L-23 - L-24 - L-25 - L-26 - L-27 - L-28
- Secuencia U-_ (Aviones Utilitarios estadounidenses, 1962-presnte): ← U-7 - U-8 - U-9 - U-10 - U-11 - U-16 - U-17 →